# Dianemobius protransversus
Dianemobius protransversus är en insektsart som beskrevs av Liu, S. och Jengtze Yang 1998. Dianemobius protransversus ingår i släktet Dianemobius och familjen syrsor. Inga underarter finns listade i Catalogue of Life.